# Holländisches Viertel

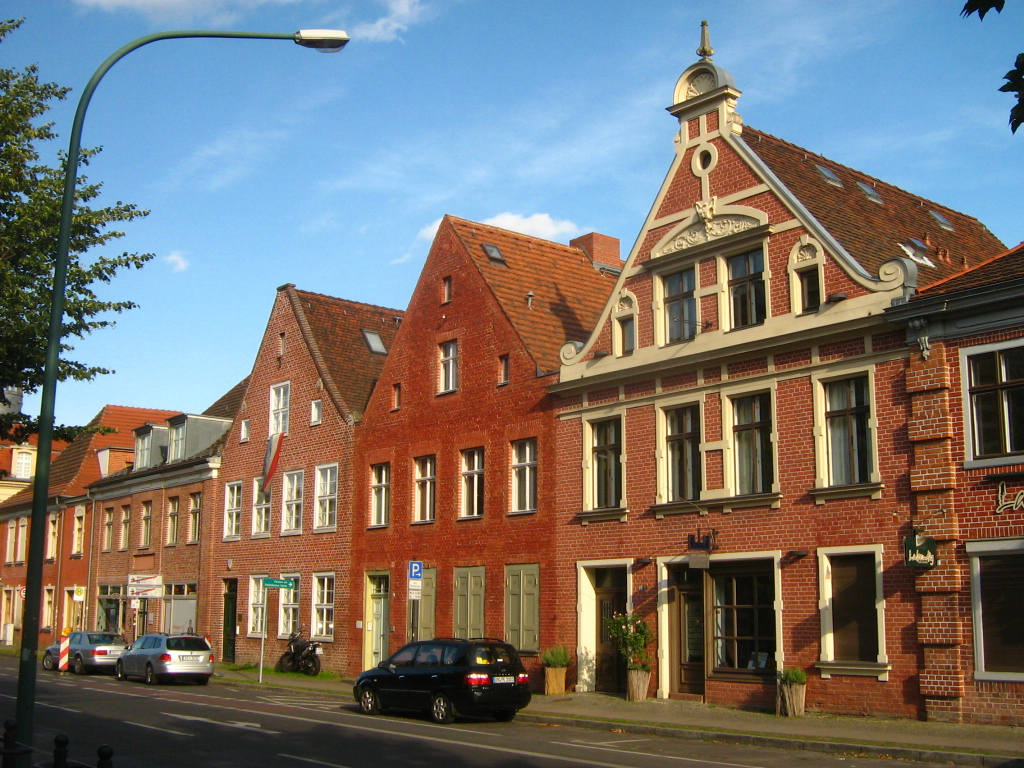
Gevels in de wijk

Holländisches Viertel is een unieke stedebouwkundig ensemble. Een wijk in Potsdam gebouwd in de periode van 1733 tot 1740 naar een ontwerp van Jan Bouman. De wijk bestaat uit 134 woningen gebouwd in rode baksteen.
De Hollandse Wijk ontstond na 1730 als huisvestingsproject voor Nederlandse handwerkslieden. De opdrachtgever, de voor die tijd progressieve Pruisische koning Frederik-Wilhelm I, was tijdens een reis in de Lage Landen onder de indruk geraakt van de Hollandse metselaars en timmerlui. Hij hoopte Nederlanders over te kunnen halen om naar zijn residentie in Potsdam te komen. Om heimwee te voorkomen, kregen de 134 huizen een typisch uiterlijk met rode bakstenen, punt- en tuitgevels en groenwitte luikjes naast de ramen.
De wijk, eigenlijk vier blokken van woningen op een kruising van twee straten, bleek geen succes. Hollanders vestigden zich nauwelijks in de voor die tijd ruim opgezette woningen, ontworpen door de geëmigreerde Nederlandse bouwvakker Jan Bouman. Vooral inheemse ambtenaren, kunstenaars en soldaten betrokken de op palen gebouwde huizen in de snel groeiende garnizoensstad.
Na de Tweede Wereldoorlog kwam Potsdam in de DDR te liggen. Voor de communistische machthebbers was de wijk aanvankelijk niets bijzonders. Door de woningschaarste bleven de steeds meer vervallen en niet onderhouden huizen echter goed bewoond. Pas in het midden van de jaren zeventig zag het stadsbestuur in dat de Hollandse Wijk toch eigenlijk iets heel bijzonders was, namelijk “het grootste aaneengesloten voorbeeld van de Nederlandse architectuur buiten het koninkrijk in Europa ”. Vrijwel alle huizen zijn tegenwoordig gerenoveerd..